# Lago Grande do Curuaí
Lago Grande do Curuaí är en sjö i Brasilien.   Den ligger i delstaten Pará, i den centrala delen av landet, 1 700 km nordväst om huvudstaden Brasília. Lago Grande do Curuaí ligger 1 meter över havet.
Runt Lago Grande do Curuaí är det glesbefolkat, med 10 invånare per kvadratkilometer.